# Michaił Biełousow
Michaił Prokofjewicz Biełousow (ros. Михаи́л Проко́фьевич Белоу́сов, ur. 25 października?/7 listopada 1904 w Rostowie nad Donem, zm. 15 maja 1946 w Moskwie) – radziecki kapitan marynarki wojennej, Bohater Związku Radzieckiego (1940).

## Życiorys
Ukończył studia na wydziale morskim politechniki w Rostowie nad Donem, od 1924 marynarz, potem nawigator na pokładach statków mórz Dalekiego Wschodu. Od 1928 w WKP(b), 1929 uczestnik walk o Kolej Wschodniochińską, od 1932 kapitan okrętu „Wołchowstroj”, 1935 po rekomendacji KC Komsomołu przeniesiony do Floty Dalekopółnocnej i mianowany kapitanem okrętu „Krasin”. 1937-1940 był nawigatorem podczas pokonywania przez lodołamacz Przejścia Północno-Wschodniego (sektor wschodni), 1939-1940 kapitan lodołamacza „Iosif Stalin”, 1940 uczestnik ekspedycji dowodzonej przez Iwana Papanina na lodołamaczu „Gieorgij Siedow”. 3 lutego 1940 uhonorowany tytułem Bohatera ZSRR. Podczas wojny z Niemcami kierował transportem w Arktyce. Po wojnie służył w marynarce wojennej.

## Odznaczenia
- Order Lenina (dwukrotnie - 1940 i 1945)
- Order Czerwonego Sztandaru (1 maja 1944)
- Order Wojny Ojczyźnianej I klasy (1 lipca 1944)
- Order Czerwonej Gwiazdy
- Medal „Za zwycięstwo nad Niemcami w Wielkiej Wojnie Ojczyźnianej 1941–1945” (1945)
- Medal „Za obronę Radzieckiego Obszaru Podbiegunowego”